# Bach (musikersläkt)
Bach är ett efternamn av tyskt ursprung, som bärs och har burits av flera släkter. 
- Den mest kända är en tysk musikersläkt, vars främste medlem var
  - Johann Sebastian Bach (1685–1750).
    - Söner och sonsöner till honom:
      - Carl Philipp Emanuel Bach (1714–1788)
      - Johann Christian Bach (1735–1782)
      - Wilhelm Friedemann Bach (1710–1784)
      - Gottfried Heinrich Bach (1724–1763)
      - Johann Christoph Friedrich Bach (1732–1795)
      - Wilhelm Friedrich Ernst Bach (1759–1845)

    - Johann Sebastians hustrur:
      - Maria Barbara Bach, född Bach (1684–1720)
      - Anna Magdalena Bach, född Wilcken (1701–1760)

  - Ett axplock andra medlemmar av släkten Bach:
    - Johann Christoph Bach (1645–1693)
    - Johann Christoph Bach (1642–1703)
    - Johann Jacob Bach (1682–1722)
    - Johann Michael Bach (1648–1694)
    - Johann Michael Bach (1745–1820)
    - Johann Nicolaus Bach (1669–1753)